# Shane Kinsman
Shane Kinsman, född 13 november 1997 i Los Angeles, är en amerikansk barnskådespelare.
Shane och hans tvillingbror Brent Kinsman är mest kända som Porter och Preston Scavo i serien Desperate Housewives. De har också medverkat i filmerna Fullt hus (2003) och Fullt hus igen (2005).

## Filmografi i urval
- 2003 – Fullt hus
- 2004–2011 – Desperate Housewives (TV-serie)
- 2005 – Fullt hus igen